# بورتبو
بلدية بورتبو (بالإسبانية: Portbou) هي بلدية تقع في مقاطعة جرندة التابعة لمنطقة كتالونيا شمال شرق إسبانيا.

## الديموغرافيا
بلغ عدد سكان بلدية بورتبو 1.290 نسمة عام 2011 (وفقاً للمعهد الوطني الإسباني للإحصاء).
| 1.614 | 1.590 | 1.479 | 1.374 | 1.307 | 1.325 | 1.290 |

## أعلام
- والتر بنيامين